# Арзне
Арзне (груз. არზნე) — село в Грузії.
За даними перепису населення 2014 року в селі проживає 85 осіб.